# 思倫発
思 倫発（し りんはつ、生年不詳 - 1399年）は、元末明初の人物。傣語史料では思混法（Hso Hkun Hpa）・思洪暖などと記される。

## 生涯
麓川（現在の徳宏タイ族チンポー族自治州）の思氏は、思倫発の祖父の思翰法の代に雲南西南部からタイ・ビルマに至る地域を支配し元朝の梁王や大理国の段氏に比肩する一大勢力を形成していた。思倫発は洪武16年（1383年）に明に服属し麓川平緬軍民宣慰使に任じられ、明の土司となる。
洪武14年（1381年）の明の雲南遠征によって梁王は平定されたものの、明軍は略奪に頼らなければならないほどに雲南の食糧事情は悪化していた。こうした状況を背景に洪武18年（1385年）、思倫発は雲南中部の景東に攻め入って俄陶・王昇らを討ち取り明に反旗を翻した。景東襲撃をきっかけに叛乱は雲南全土から四川南部にまで拡大していく。
明は叛乱鎮圧に沐英を派遣した。沐英は屯田策によって兵站状況を改善し、併せて衛の設置による連絡線の確立と叛乱勢力の分断・孤立化を推し進めた。洪武21年（1388年）1月、思倫発は馬龍他郎甸において明軍に敗れ、さらに3月には定辺の戦いで敗北し、再び明に服することとなった。
叛乱後も思倫発は麓川と隣接する緬甸や八百との抗争を起こすが、洪武29年（1396年）に明より派遣された李思聡・銭古訓の仲裁によってアヴァ王卜剌浪（スワーソーケ）と和平する。洪武30年（1397年）、配下の刀干孟が自立を図り挙兵すると、思倫発は南京へと逃れ洪武帝へ支援を要請する。洪武帝は沐英の子の沐春を征虜前将軍に任じて刀干孟の討伐を命じた。刀干孟は洪武31年（1398年）5月に沐春の部将の何福に敗れて捕縛され、麓川の内紛は終結した。思倫発は麓川へと帰還するが、建文元年（1399年）に死去した。思倫発の死後、明は麓川に介入し麓川思氏の力は大きく削がれることとなった。